# Mecardonia acuminata
Mecardonia acuminata är en grobladsväxtart som först beskrevs av Thomas Walter, och fick sitt nu gällande namn av John Kunkel Small. Mecardonia acuminata ingår i släktet Mecardonia och familjen grobladsväxter.

## Underarter
Arten delas in i följande underarter:
- M. a. acuminata
- M. a. microphylla
- M. a. peninsularis

## Bildgalleri

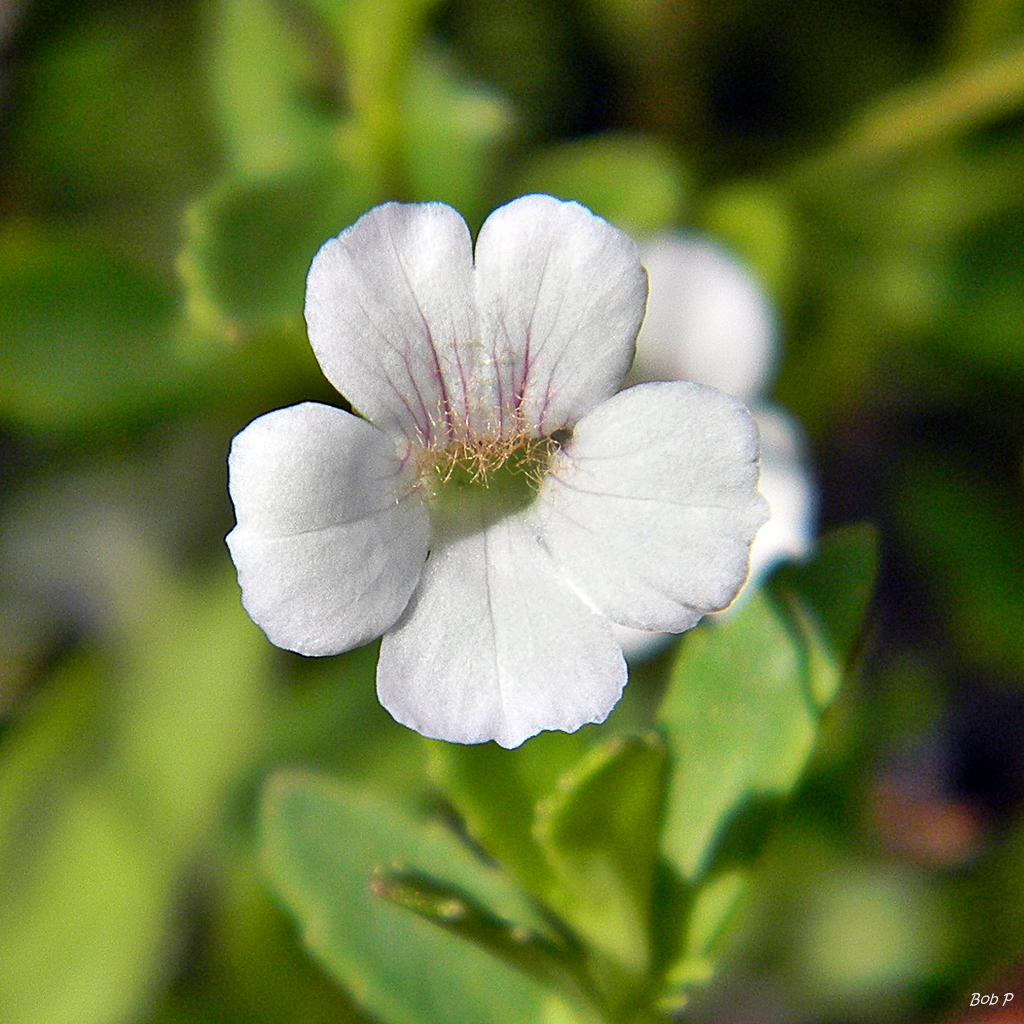